# Kîiaj, Rojîșce
Kîiaj (în ucraineană Кияж) este un sat în comuna Dorosîni din raionul Rojîșce, regiunea Volînia, Ucraina.

## Demografie
Componența lingvistică a localității Kîiaj
     Ucraineană (99,43%)
     Alte limbi (0,57%)
Conform recensământului din 2001, majoritatea populației localității Kîiaj era vorbitoare de ucraineană (99,43%), existând în minoritate și vorbitori de alte limbi.